# Саккунъёган
Саккунъёган (устар. Саккун-Еган) — река в России, протекает по Ханты-Мансийскому АО. Устье реки находится в 21 км по левому берегу реки Нанкъёган. Длина реки составляет 62 км, площадь водосборного бассейна 703 км².
- В 14 км от устья по левому берегу реки впадает река Ай-Саккунъёган.
- В 23 км от устья по левому берегу реки впадает река Саккунтох

## Данные водного реестра
По данным государственного водного реестра России относится к Верхнеобскому бассейновому округу, водохозяйственный участок реки — Обь от впадения реки Вах до города Нефтеюганск, речной подбассейн реки — Обь ниже Ваха до впадения Иртыша. Речной бассейн реки — (Верхняя) Обь до впадения Иртыша.
Код объекта в государственном водном реестре — 13011100112115200043447.